# Arenotus strixinoi
Arenotus strixinoi is een buikharige uit de familie Chaetonotidae. Het dier komt uit het geslacht Arenotus. Arenotus strixinoi werd in 1987 voor het eerst wetenschappelijk beschreven door Kisielewski. 